# Vught (plaats)

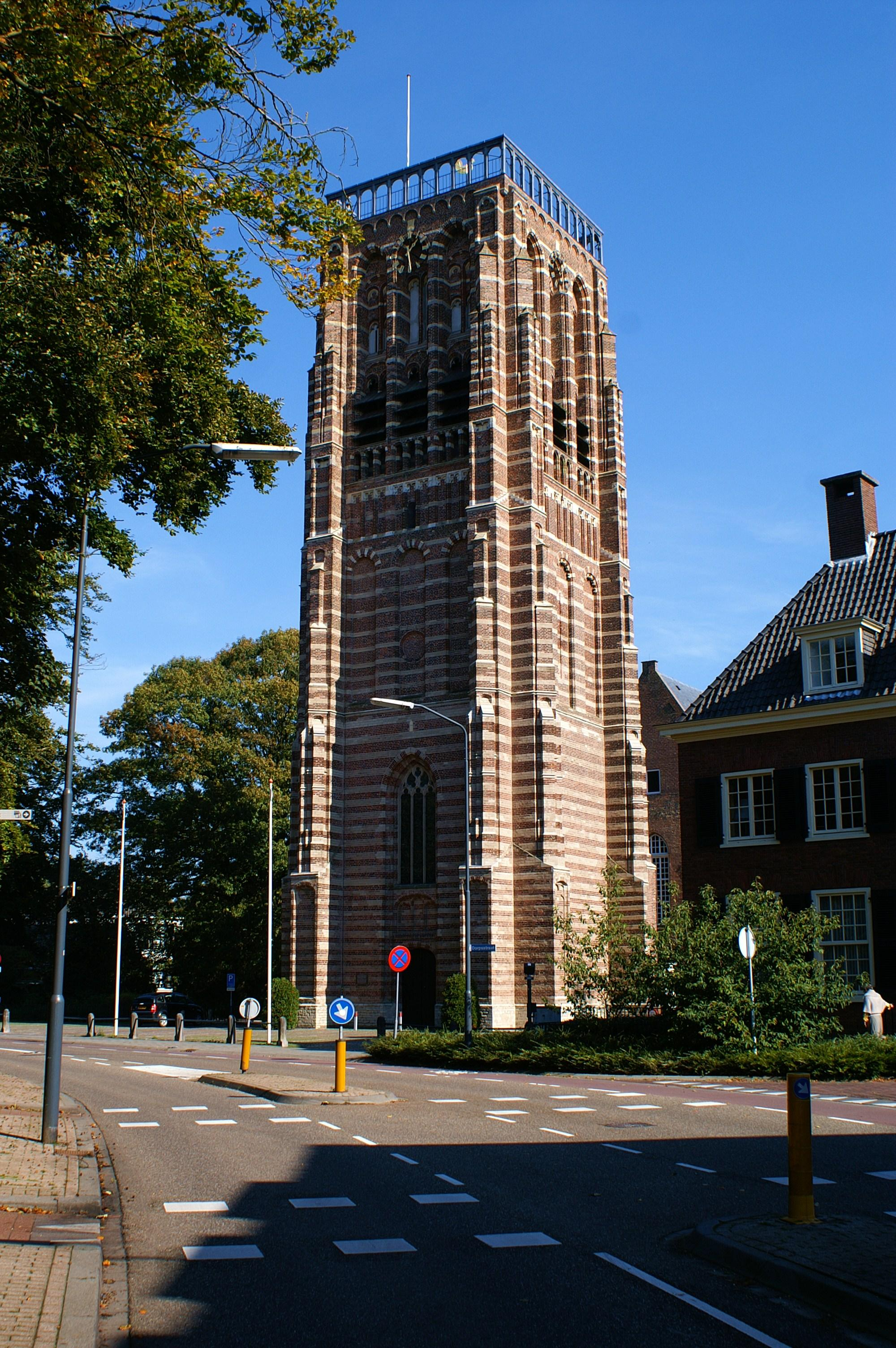
Toren van de voormalige Sint-Lambertuskerk

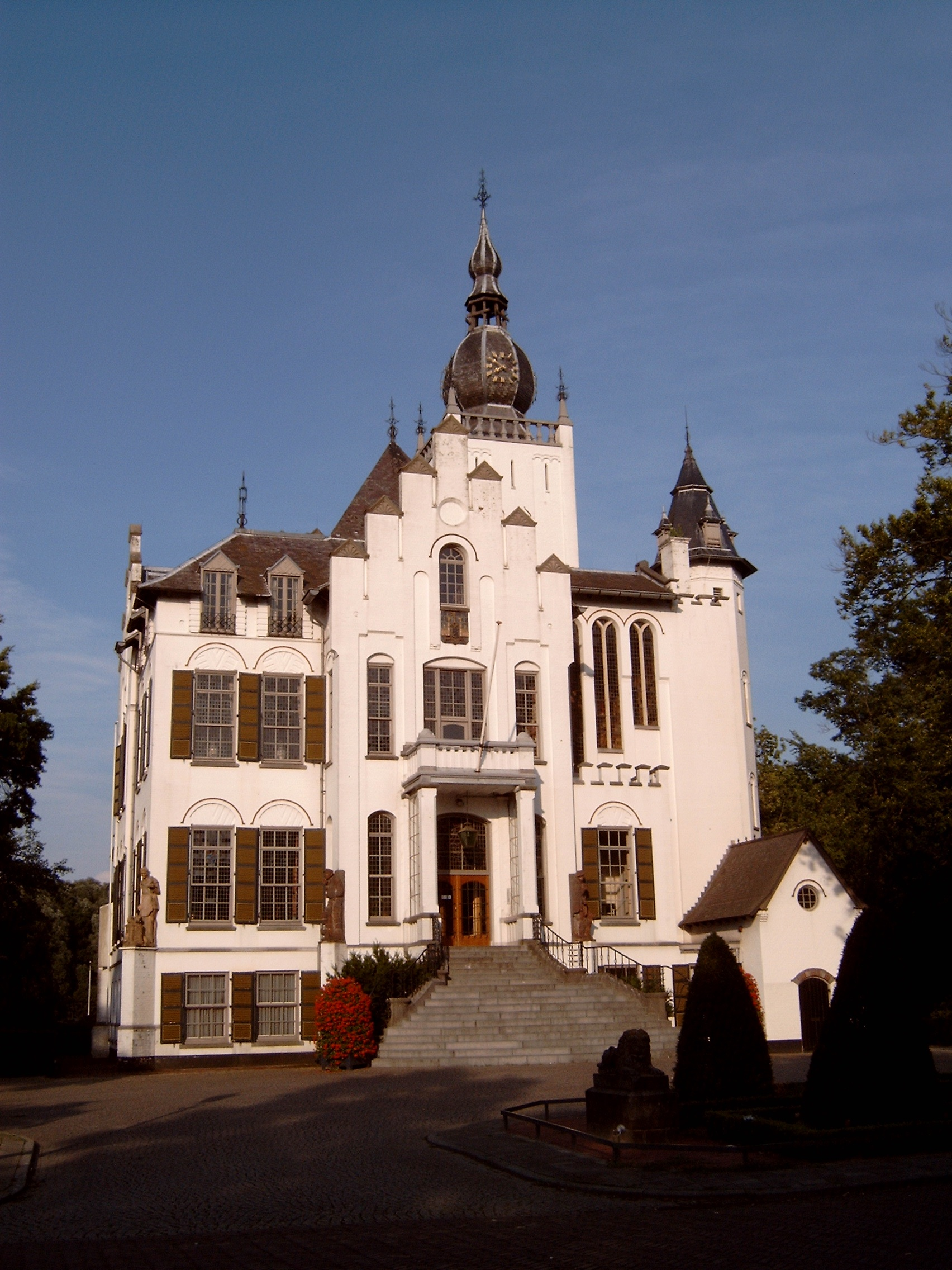
Leeuwenstein, het huidige Raadhuis en voormalige gemeentehuis van Vught

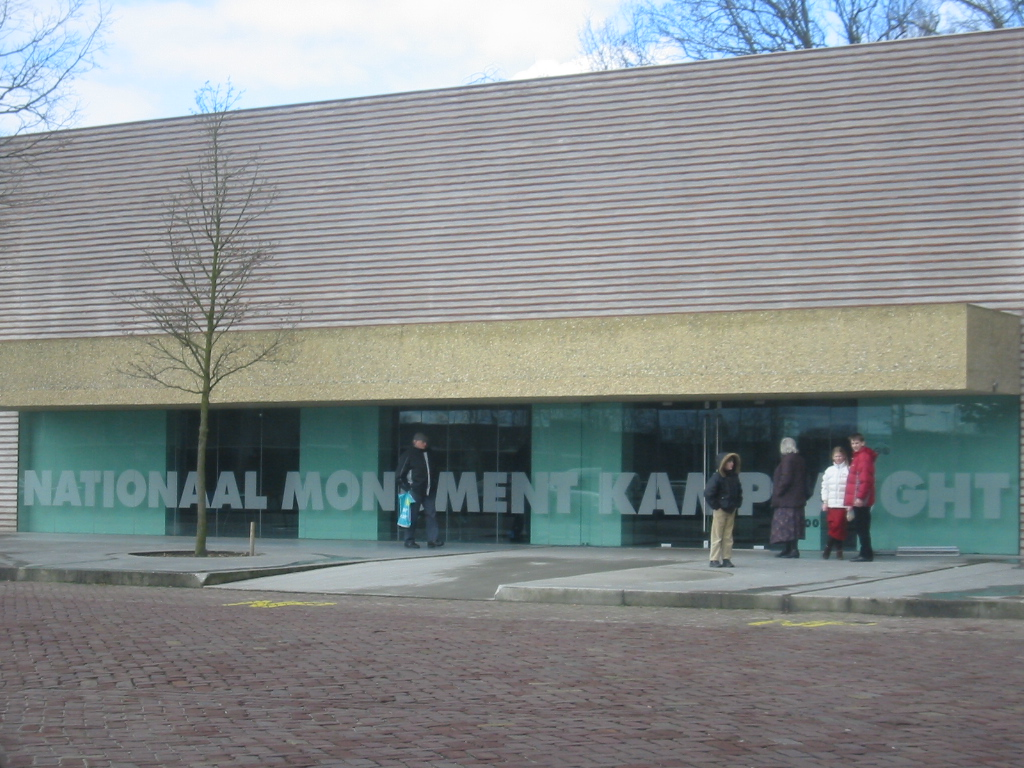
Kamp Vught

Vught (uitspraakⓘ) is de hoofdplaats van de gelijknamige Nederlandse gemeente Vught (provincie Noord-Brabant).

## Geografie
Vught ligt in het stroomgebied van de Dommel, de Esschestroom, en het Afwateringskanaal 's-Hertogenbosch-Drongelen.

## Etymologie
De naam ‘Vught’ komt van het woord ‘fuchte’ of ‘vocht’, de betekenis van "vochtige plaats", waaruit Vught is ontstaan.

## Geschiedenis
Pas vanaf ongeveer 600 n.Chr. werden de vele moerassige gebieden in deze omgeving door klimatologische veranderingen beter bewoonbaar en bebouwbaar. De oudste bewoning moeten we zoeken in de omgeving van het Maurickplein en de Gent. Waarschijnlijk is "Gent" een Keltisch woord, dat riviermonding of -samenvloeiing betekent.
De eerste schriftelijke vermelding dateert uit 1006. Dit is echter een vervalste oorkonde. Hierin is sprake van dat de plaats een munt (recht op het hebben van een wisselkantoor) en tolrecht bezat. Dit werd herhaald in oorkonden uit 1028 en 1050, waarin schenkingen van goederen werden vastgelegd, waaronder de helft van de tol en munt in "Fughte".
De kerkelijke geschiedenis van Vught gaat ver terug. In 1957 werden tijdens de restauratie van de Hervormde Kerk achter de Sint-Lambertustoren restanten van romaanse en preromaanse kerken ontdekt, waaronder zelfs een – zeer afgesleten – dorpel van een preromaans kerkje uit het einde van de 10e eeuw. De Sint-Lambertusparochie dateert misschien al vanaf 700, terwijl de Sint-Petrusparochie omstreeks 950 moet zijn gesticht door de Aartsbisschop van Keulen. Omstreeks 1055 werd door de monnik Stephelinus het leven van de Heilige Trudo opgetekend, en daarin wordt vermeld dat deze in Vught een wonderbaarlijke genezing zou hebben verricht. De eerste schriftelijke vermelding van de Sint-Lambertuskerk dateert pas van 1328.
Een zwarte bladzijde vormt het jaar 1164, toen er in 's-Hertogenbosch Jodenvervolgingen plaatsvonden en de 183 slachtoffers daarvan in het Wolvenbos werden vermoord, waarna hun stoffelijke overschotten werden verbrand. Op deze plaats werd in 1771 de Joodse begraafplaats in gebruik genomen.
In 1232 droeg Heer Boudewijn van Vught een deel van zijn eigendommen over aan de Hertog Hendrik I van Brabant. Deze gaf deze waarschijnlijk in leen aan de Duitse Orde. Deze ridders van deze orde verkregen het patronaatsrecht van de Sint-Lambertusparochie. Ook werd door hen een commanderij gesticht die zich in een huis tegenover de Sint-Lambertuskerk bevond en voor het eerst vermeld werd in 1334 en heeft bestaan tot ongeveer 1640. De Orde bezat echter nog steeds het patronaatsrecht en het tiendrecht van de parochie, tot de Fransen er in de Napoleontische tijd een einde aan maakten. De laatste door de Orde benoemde pastoor stierf in 1829. Het patronaatsrecht van de Sint-Petrusparochie kwam in 1399 aan het kapittel van Eindhoven.
In 1328 verkregen de inwoners van Vught gemeenterechten van de hertog van Brabant. Het oudste zegel van de plaats dateert van 1353 en toont twee tegenover elkaar staande kerken, een verwijzing naar de twee parochies.
Na de afscheiding van de Zuidelijke Nederlanden in 1830, waren er in Vught en Cromvoirt ongeregeldheden. De Zuidelijke Nederlanden wilden meer stukken Nederlandse grond. Willem II der Nederlanden had legionairs gestationeerd bij Vught en Cromvoirt. Daarom werd de Vughterheide onder water gezet en werden acht lunetten gebouwd onder Willem III der Nederlanden om de Belgische troepen tegen te houden. Na 1844 werden definitief de grenzen tussen Nederland en België vastgelegd.
Vught heeft eeuwenlang wateroverlast gehad. Huizen en landerijen stonden onder water en het vee moest op hoger gelegen gebied in veiligheid worden gebracht. Hier werd, bijvoorbeeld, de oude Sint-Pieterskerk op het Maurickplein voor gebruikt. In 1995 werd Vught voor de laatste maal getroffen door wateroverlast. De Dommel trad toen buiten haar oevers en daardoor stonden de Gement en Het Bossche Broek onder water. Ook de rijksweg A2 kon niet worden gebruikt, want bij knooppunt Vught stond de weg onder water.
Tijdens de Tweede Wereldoorlog was er in Vught een concentratiekamp. Het terrein biedt plaats aan het Nationaal Monument Kamp Vught, een gevangenis, een Moluks woonoord en twee kazernes. De jaarlijkse Dodenherdenking op 4 mei vindt op diverse locaties in Vught plaats, zoals bij station Vught, de Lambertustoren en het Nationaal Monument Kamp Vught. Ook wordt er jaarlijks een stille tocht gehouden.

## Bezienswaardigheden

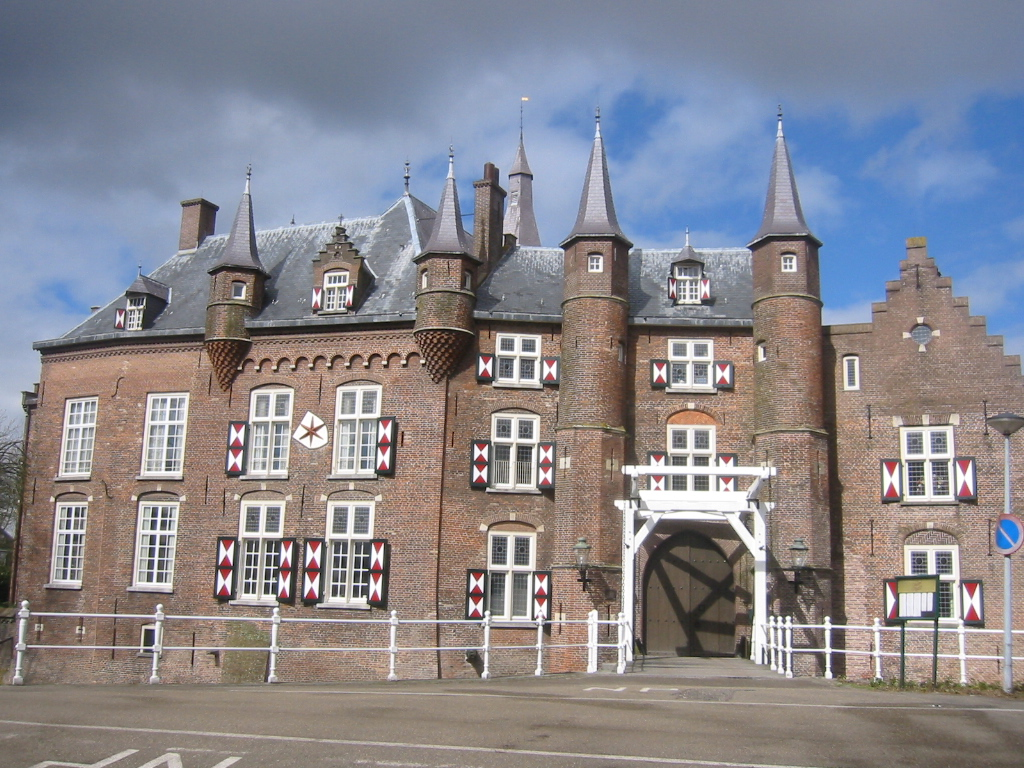
Kasteel Maurick (Vught)

- Lambertuskerk, in gebruik als Protestantse kerk, met Vughtse toren
- Sint-Petruskerk, in gebruik als locatie voor de Bibliotheek Vught, de stichting Anders Bezig Zijn, het Vughts Museum, de Wereldwinkel en Welzijn Vught. De naam van het nieuwe centrum is DePetrus.
- Heilig-Hartkerk, uit 1923, in gebruik als de hoofdkerk van de Edith Steinparochie.
- Kerk Onze-Lieve-Vrouw Middelares Aller Genaden of Mariakerk met complex (architect: Alexander Kropholler), uit 1933. Het is een bakstenen eenbeukige kerk met een wijd schip, een laag en ondiep koor, een smal transept en een vierkante vieringtoren. In 2002 werd de kerk aan de katholieke eredienst onttrokken. Ook de begraafplaats, gebouwd van 1934-1954, heeft onderdelen die door Kropholler zijn ontworpen.
- Gemeentehuis, een modern gebouw uit 2006
- Kasteel Maurick
- De acht lunetten
- Fusilladeplaats
- Nationaal Monument Kamp Vught
- Zionsburg, een landgoed van 8 ha op een terrein waar ooit het commandeurshuis van de Duitse Orde heeft gestaan.
- Sophiasburg is de vroegere plaats van het Kartuizerklooster Priorij Sinte Sophie, waarvan slechts de fundamenten nog bestaan. Hier lag in de vroege middeleeuwen een haven aan de Dommel. In de 17e eeuw kwam hier het landgoed Sophiasburg (ook: Sophia's Burg) dat versnipperd is over een aantal particuliere eigenaren. Ten zuiden hiervan ligt nog het versterkte huis "Kouwenburg".
- Leeuwenstein. In 1753 was er een buitenverblijf, dat in de 19e eeuw werd afgebroken en door een grotere villa vervangen. Deze diende, na restauratie door Hendrik Willem Valk, van 1936 tot 2006 tot gemeentehuis van Vught. Sindsdien is het in gebruik als Raadhuis voor vergaderingen van de gemeenteraad en als locatie voor huwelijken. Het bevindt zich naast het Reeburgpark.
- Het Reeburgpark is een openbaar park in Vught. Het park beslaat 7 ha. Het werd in 1947 door de gemeente aangekocht. In 1822 werd hier een villa gebouwd die echter in 1952 gesloopt werd en door een wederopbouwflat vervangen. In het Reeburgpark staat de neogotische Villa Roucouleur of Klein Reeburg uit 1884, deze werd gebruikt door de Ursulinen en is in gebruik als een kantoorpand.
- Fort Isabella

### Monumenten
Zie ook:
- Lijst van rijksmonumenten in Vught
- Lijst van gemeentelijke monumenten in Vught

## Musea
- Geniemuseum
- Het Vughts Museum heeft ongeveer 3000 voorwerpen die betrekking hebben op de geschiedenis van Vught. De verzameling omvat devotionalia en bidprentjes, poffers en andere klederdrachten, 19e-eeuws speelgoed, voorwerpen van de gemeente en verenigingen, ambachten en huisraad. Er zijn herinneringen aan de bezetting en Kamp Vught. Ook is er een verzameling beeldende kunst van schilders als: Frits Grips, Tom Slager, Henry Ubink, Ton Frenken, Huib Luns en Constantijn Molenkamp. Er zijn tekeningen van Marius de Leeuw. Het oudste voorwerp is een gemeentezegel uit 1408.
- Gripshuis, het huis van de kunstschilder Frits Grips, adres Marktveld 3. Bezoekers van de Bed and Breakfast-accommodatie kunnen het voormalige atelier van de schilder bezichtigen.[3]

## Natuur en landschap
Vught ligt in de overgangszone tussen het laaggelegen rivierengebied en hogergelegen zandgronden. Dit maakt dat het natuurschoon afwisselend is en uit heide, bossen, polders, vennen en landerijen bestaat.
Nog steeds zijn in Vught talrijke parken en landgoederen te vinden. Een aantal hiervan worden bij de bezienswaardigheden vermeld. Niet ver van de Dommel ligt het Heunwiel, een overblijfsel van een dijkdoorbraak. Langs de Dommel vindt men ook Landgoed Maurick. Voorts ligt, ten zuidwestenwesten van Vught, Landgoed Wargashuyse, landgoed Sparrendaal, landgoed Jagershagen en het Helvoirts Broek. In het noordwesten vindt men de Vughterheide alsmede het poldergebied de Gement met Rijsbergen, gelegen tussen Vught, Cromvoirt, Vlijmen en 's-Hertogenbosch (Deuteren). Hier vindt men ook het gebied Rijskampen. Het Kraaiengat bij Bergenshuizen is een meertje dat door zandafgraving is ontstaan. Ten zuiden van Vught ligt landgoed Beukenhorst. Verder vindt men in Vught het landgoed Bleijendijk en natuurpark De Kwebben in de wijk de Baarzen. Dan is er het Kapellebos, een stuk landgoed nabij de wijk de Vughtse Hoeven. Dit is eigendom van de familie Marggraff.

## Kloosters
- De Franciscanessen zijn van 1856-1981 in Vught actief geweest. Van 1939-1941 hebben zij het klooster en bejaardentehuis Mariënhof laten bouwen aan het Mariaplein. Architect was Alexander Kropholler. In 1968 werd het klooster opgeheven en bleef het een bejaardentehuis, wat het nog steeds is. Het gebouw is rijksmonument.
- Klooster Mariaoord der Ursulinen, is een voormalig klooster aan de Glorieuxlaan 6. Deze zusters kwamen uit Uden en verkregen in 1899 de villa Roucouleur aan de Zandstraat. Hier werd een internaat gesticht waarin onderwijzers werden opgeleid. In 1910 werd een nieuw gebouw voor "jongejuffrouwen" opgericht in neorenaissancestijl door architect J.J. Dony. In 1912 werd de kapel ingewijd. Sindsdien heette het klooster Mariaoord en de villa "Klein Mariaoord". In de jaren 20 van de 20e eeuw was het een van de grootste pensionaten van Nederland. In 1929 werd het pensionaat, mede door reorganisatie, gesloten. Het klooster bleef intact en de kapel werd verfraaid met glas-in-loodramen van Lou Asperslagh. In 1938 werd Mariaoord de naam van de villa en ging het kloostergebouw Roucouleur heten. Dit kwam in gebruik bij de Katholieke Actie. In 1941 vertrokken de Ursulinen en kwamen verdreven studenten van het grootseminarie uit Haaren in het gebouw. Deze werden opnieuw door de Duitsers verdreven. Het gebouw werd een verblijfplaats voor troepen. In 1945 kwamen de Zusters van Moerdijk in het gebouw. Zij werden in 1953 opgevolgd door de Broeders van Dongen. Het grote gebouw werd een juvenaat, waar in de hoogtijdagen 100 jongens verbleven. In 1969 sloot dit wegens gebrek aan roepingen. Er kwam een verplegingsopleiding "Vlaschmeer" en in 1999 werd het een middelbare school. Het is geklasseerd als rijksmonument jonge bouwkunst.
- Landgoed Sparrendaal, waar in 1901 de missiepaters Scheutisten zich vestigden en er bleven tot 2008. De Scheutisten kwamen uit Brussel en vestigden zich in het landhuis Sparrendaal, waarvan een weldoener 38 ha had gekocht. Het werd een opleidingsinstituut (kleinseminarie) voor missionarissen. Het landhuis werd spoedig te klein. In 1930 werd een nieuw gebouw geopend, Nieuw Sparrendaal geheten. Het seminarie evolueerde tot het Xaverius College, dat in 1968 fuseerde met de MMS Regina Coeli. Uiteindelijk werd dit het Maurick College. Het huis werd uiteindelijk een rusthuis voor teruggekeerde missionarissen. In 1962 nog werd een nieuw seminarie-internaat gebouwd, de Steffenberg. Hierin kwam in 1971 een blindeninstituut geheten. Oud Sparrendaal werd in 1994 gekocht door de stichting Het Brabants Landschap. De gebouwen van de Steffenberg werden uiteindelijk gesloopt. Het landhuis Oud Sparrendaal daarentegen, is rijksmonument en blijft behouden. De natuur van het landgoed, inclusief de kloostertuin, wordt ontwikkeld, waarin de Stichting Brabants Landschap een grote rol speelt, aangezien deze Oud Sparrendaal reeds in bezit had. Wel worden enkele landhuizen gebouwd.
- De Kanunnikessen van Sint-Augustinus kwamen in 1903 naar Vught. Deze Franse orde kwam uit Lunéville maar moest door de Franse seculariseringspolitiek het land verlaten. Er kwam een Franstalig meisjespensionaat in villa Eikenheuvel. Deze villa stamt uit 1853 maar is ondertussen gesloopt. De zusters begonnen in 1927 met Nederlandstalig onderricht. In 1935 kwam het middelbaar onderwijs Regina Coeli, een MMS. Dit bestaat nog steeds als taleninstituut. In 1962 werd een nieuwe school aan de Titus Brandsmalaan geopend, maar de MMS werd opgeheven.
- De Jezuïeten bouwden in 1911 een retraitehuis, Huize Loyola genaamd. Architect was Eduard Cuypers. Dit was voorzien van een tuin in Franse landschapsstijl. In 1966 werd het gesloten en het gebouw werd in 1979 gesloopt. Het bevond zich nabij de huidige Aert Heymlaan en Loyolalaan.
- De Zusters van JMJ vestigden zich in Huize Theresia op een landgoed ten westen van Vught. Dit werd aangekocht op 6 juni 1945, waarna een kloostergebouw werd gesticht, en de vier laatst overgebleven zusters vertrokken weer in 2008 naar hun klooster Mariënburg in 's-Hertogenbosch. Sedert 1962 was hier het Generaal Bestuur van de Zusters van JMJ gevestigd. Daarnaast werd het door de zusters gebruikt als vakantieoord en retraitehuis. Het landgoed van 8 ha heeft een fraaie tuin met waterpartijen en oude bomen. Vermoedelijk wordt het klooster aangekocht door de gemeente en verder ontwikkeld.
- Huize Steenwijk was vanaf 1903 het rusthuis voor de Fraters van Tilburg, een congregatie die opgericht is in 1844. Huize Steenwijk omvat neogotische kloostergebouwen, een tuin met neobarokke kapel en een begraafplaats. Het neogotisch klooster kwam in 1903-1905 tot stand op basis van een reeds bestaand neoclassicistisch landhuis uit 1840. In 1996 vertrokken de fraters en werd het klooster verbouwd tot hotel en bezinningscentrum met de naam ZIN[4]

## Kazernes
- Van 1936-2004 bestond te Vught de Frederik Hendrikkazerne. De gebouwen zijn niet gesloopt maar omgebouwd tot appartementen in de nieuwe wijk Stadhouderspark, waar sinds 2012 ook de accommodatie van sportclub Prins Hendrik is gevestigd.

- In 1942 werd door de Duitsers de Lunettenkazerne gebouwd. Deze kazerne bestaat nog steeds en herbergt onder meer onderdelen van het Opleidings- en Trainingscentrum Genie en een NBC-beschermingscompagnie.

- Van 1917-1993 bestond te Vught de Isabellakazerne, gelegen in een fort dat in 1614-1617 door de Spanjaarden werd aangelegd en Fort Isabella heette, vernoemd naar Isabella van Spanje. Het fort diende om de Vughterpoort, de zuidelijke toegang tot 's-Hertogenbosch, te verdedigen. Na 1629 kwam het aan de Staatsen die het eveneens als verdedigingswerk gebruikten, na 1844 in combinatie met de Lunetten. Tot 1900 was het in gebruik bij de Artillerie, en daarna bij de Infanterie en het Regiment Wielrijders, tot 1940, toen het werd bezet door Duitse troepen. Na de bevrijding in 1944 werd het door de Schotse Highland Divisie in gebruik genomen en in 1945 werd het weer een kazerne van het Nederlandse leger, en tal van onderdelen, met name infanterietroepen en opleidingscentra, hebben gebruik van het gebouw gemaakt. In 1993 werd het militair gebruik beëindigd en werd het gebouw een asielzoekerscentrum. In 2003 is geëxperimenteerd met een campus voor uitgeprocedeerde minderjarige asielzoekers. Eind 2004 is dit experiment beëindigd. De kazernegebouwen werden vanaf 1917 gebouwd en er is ook nog een poortgebouwtje uit 1703, "De Puist" geheten. Tegenwoordig bevat het poortgebouw de historische collectie van de Stichting Fort Isabellakazerne. Deze is evenals de op de Isabellakazerne teruggekeerde Collectie Wielrijders (waarin herinneringen aan het Regiment Wielrijders worden bewaard) te bezoeken middels rondleidingen. De muziektent, oorspronkelijk uit 1932 en eind jaren '80 gerestaureerd en opnieuw voorzien van een houten koepeldak, herinnert aan het befaamde muziekkorps van dit regiment. Het poortgebouwtje is het enige restant van het in 1914 gesloopte fort. Samen met de toegangspoort, het poortgebouw, de muziektent, het voormalig hoofdgebouw en de buiten het kazerneterrein gelegen enveloppe van het oude fort Isabella omvat dit interessante gebied in totaal 5 rijksmonumenten. Vanaf 2019 wordt dit terrein getransformeerd tot een 'buitenstad', met een mix van wonen, werken, recreatie en educatie.

- De Van Brederodekazerne is een nog bestaande kazerne. Ze bevindt zich in Kamp Vught en herbergt onder meer het Regionaal Militair Commando Zuid en het Fanfarecorps Landmacht. De kazerne is opgericht na de Tweede Wereldoorlog. Hier bevindt zich ook het geniemuseum in de voormalige kampkeuken. In dit museum zijn er foto's, voorwerpen en een maquette over de geschiedenis van de Genie te bezichtigen. Ook is er een overzicht te zien van uniformen en uitrusting zoals deze zijn gebruikt en gedragen door genisten.

## Zorginstellingen
- St. Vughterstede. Deze aanbieder van ouderenzorg heeft twee locaties in gebruik in Vught: locatie Huize Elisabeth (het oude ziekenhuis in Vught, later compleet verbouwd in 1986 en in 2010 gerenoveerd) en locatie Theresia, nieuwbouw gerealiseerd in 2008. Het complex De Braacken is in 2021-2022 gesloopt. Dit gebouw stamde uit 1960.
- Eikenheuvel, aan de Helvoirtseweg, is een instituut voor doven.
- School Mariella aan de Laagstraat, voor doven
- Vlasborch is een verzorgingshuis voor blinde en slechtziende volwassenen, met drie locaties: Diepenbrockstraat, Vlasmeersestraat en Bisschop Zwijsenplein.
- Steffenberg was vanaf 1971 een tehuis voor blinden, gelegen nabij Sparrendaal en gevestigd in een voormalig internaatsgebouw van het seminarie van de Scheutisten. Nadat ook het blindeninstituut werd opgeheven waren er plannen om er een asielzoekerscentrum in te richten. Het is in 1998 door een negental zeer rijke buurtbewoners gekocht om dit te verhinderen, wat veel commotie veroorzaakte. Daarop is het nog enige tijd door de SP bezet geweest. In 2002 werd het gebouw gesloopt.
- Herlaarhof en Voorburg zijn psychiatrische zorginstellingen, gelegen aan de Boxtelseweg in wat tegenwoordig Zorgpark Voorburg heet. De instelling Voorburg bestaat sinds 1885. De neoclassicistische villa "Voorburg" is een rijksmonument.
- De Robert Coppes Stichting houdt zich bezig met woonondersteuning aan mensen met een visuele beperking. In Vught heeft de Robert Coppes Stichting vier woonvoorzieningen voor (jong)volwassenen.

## Gevangenis
- De Penitentiaire Inrichting Vught, met Extra Beveiligde Inrichting.

## Economie
Vught kent enkele bedrijventerreinen, maar de eerste industrie van enige omvang stamt uit 1879. Het betrof de drukkerij van Henri Bogaerts, waar de Katholieke Illustratie werd gedrukt. Ook Grasso is in Vught actief geweest. Deze twee bedrijven kwamen naar Vught omdat er in vesting 's-Hertogenbosch geen plaats voor deze activiteit was. In de fabrieksgebouwen kwam ook een Waals emailleerbedrijf. Uiteindelijk werd de fabriek in 1920 gekocht door Alexander Kropholler die het gebouw integreerde in een nieuwbouwwijk die de Onze-Lieve-Vrouweparochie zou gaan vormen. In Vught bevindt zich ook het hoofdkantoor van Topigs, een organisatie van varkensfokkerijen.

## Markten
Er zijn diverse markten in Vught. De weekmarkt is elke donderdag op het Moleneindplein. Vroeger was deze markt te vinden in het centrum, maar later verplaatst naar het Moleneindplein omdat daar meer jonge gezinnen woonden. Daarnaast zijn er een aantal jaarmarkten in de gemeente. Ook vindt op Koningsdag in het centrum een Vrijmarkt plaats.

## Onderwijs
Vught heeft tien basisscholen en twee middelbare scholen (het Maurick College, met VMBO, HAVO en VWO en Het Zuiderbos, een school voor speciaal onderwijs).

## Bekende inwoners

### Geboren in Vught
- Alexander Gogel (1765-1821), politicus (minister van financiën)
- Maria Bouwmeester (1885-1956), feministe en vakbondsbestuurster
- Jacques Hurks (1890-1977), architect
- Kees Trimbos (1920-1988), psychiater en hoogleraar
- Ewald Marggraff (1923-2003), grootgrondbezitter (Zionsburg) (ook woonachtig en overleden)
- Edy Korthals Altes (1924-2021), diplomaat, klokkenluider, vredesactivist en publicist
- Nico Verhoeven (1925-1974), dichter en journalist
- Piet Schuurmans (1926-1994), psychiatrisch patiënt en 'verkeersagent'
- Frans A. Janssen (1939-2024), historicus
- Els van Breda Vriesman (1941), sportbestuurder (voorzitster van de internationale hockeybond FIH en tevens lid van het IOC)
- Joost Prinsen (1942), acteur en tv-presentator (o.a. Met het mes op tafel)
- Kees Buenen (1950), musicus, componist en muziekproducent
- Pierre Hermans (1953), hockeyer
- Jan Pijnenburg (1955), drummer en zanger (band Doe Maar)
- Simon Tahamata (1956), voetballer
- Mina Witteman (1959), auteur
- Jos van Herpen (1962), voetballer (ook woonachtig)
- Arthur Umbgrove (1964), schrijver en cabaretier
- Maarten van der Vleuten (1967), componist, producer
- Marc van der Linden (1968), royaltydeskundige en journalist (hoofdredacteur van weekblad Weekend)
- Jeroen Oerlemans (1970-2016), oorlogsfotograaf
- Saskia van Hintum (1970), volleybalspeelster en -trainer
- Jan-Hein Arens (1974), beeldend kunstenaar
- Wieneke Remmers (1978), musicalactrice
- Vincent Kortbeek (1982), bobsleëer en atleet
- Paul Beekmans (1982), voetballer
- Koen van de Laak (1982), voetballer
- Aäron Ayal (1988), zanger (Idols 3)
- Laura van Bussel (2000), actrice
- Wouter van der Steen (1990), voetballer

### Woonachtig geweest in Vught
- André Eschauzier (1906-1997), landbouwwetenschapper en jazzmusicus
- Misha Geller (1937-2007), componist en altviolist
- Joseph Luns (1911-2002), politicus en diplomaat (minister van buitenlandse zaken, secretaris-generaal van de NAVO)
- Rob Romein (1949-2000), ondernemer (oprichter Tulip Computers)
- Erna Spoorenberg (1925-2004), sopraan

## Wetenswaardigheden
- Met carnaval wordt Vught Dommelbaorzedurp genoemd.
- Er is in de Belgische provincie Limburg ook een plaats Vucht, geschreven met "CH". Er zijn documenten van voor 1905 dat Vught geschreven werd met een CH in plaats van GH. Na 1905 werd bepaald dat de schrijfwijze met GH moest zijn.
- In 1998 kwam Vught in het nieuws, omdat een negental vermogende omwonenden (rond Sparrendaal) het voormalig blindeninstituut De Steffenberg aangekocht hadden voor 3,7 miljoen gulden. Dit om te voorkomen dat er een asielzoekerscentrum aan de Sparrendaalseweg gevestigd zou worden. Zij zouden hiermee een dreigende waardedaling van hun eigen villa's door de komst van een AZC willen voorkomen.[5]
- De opbouw van de bevolking kenmerkt zich door een groot aantal in inrichtingen gehuisveste personen. Het betreft verzorgingstehuizen voor blinden en slechtzienden, slechthorenden, ouderen en verstandelijk gehandicapten.
- In Vught zijn twee gildes actief namelijk het Gilde Sint Catharina en het Gilde Sint Barbara Sint Sebastiaan.

## Fotogalerij

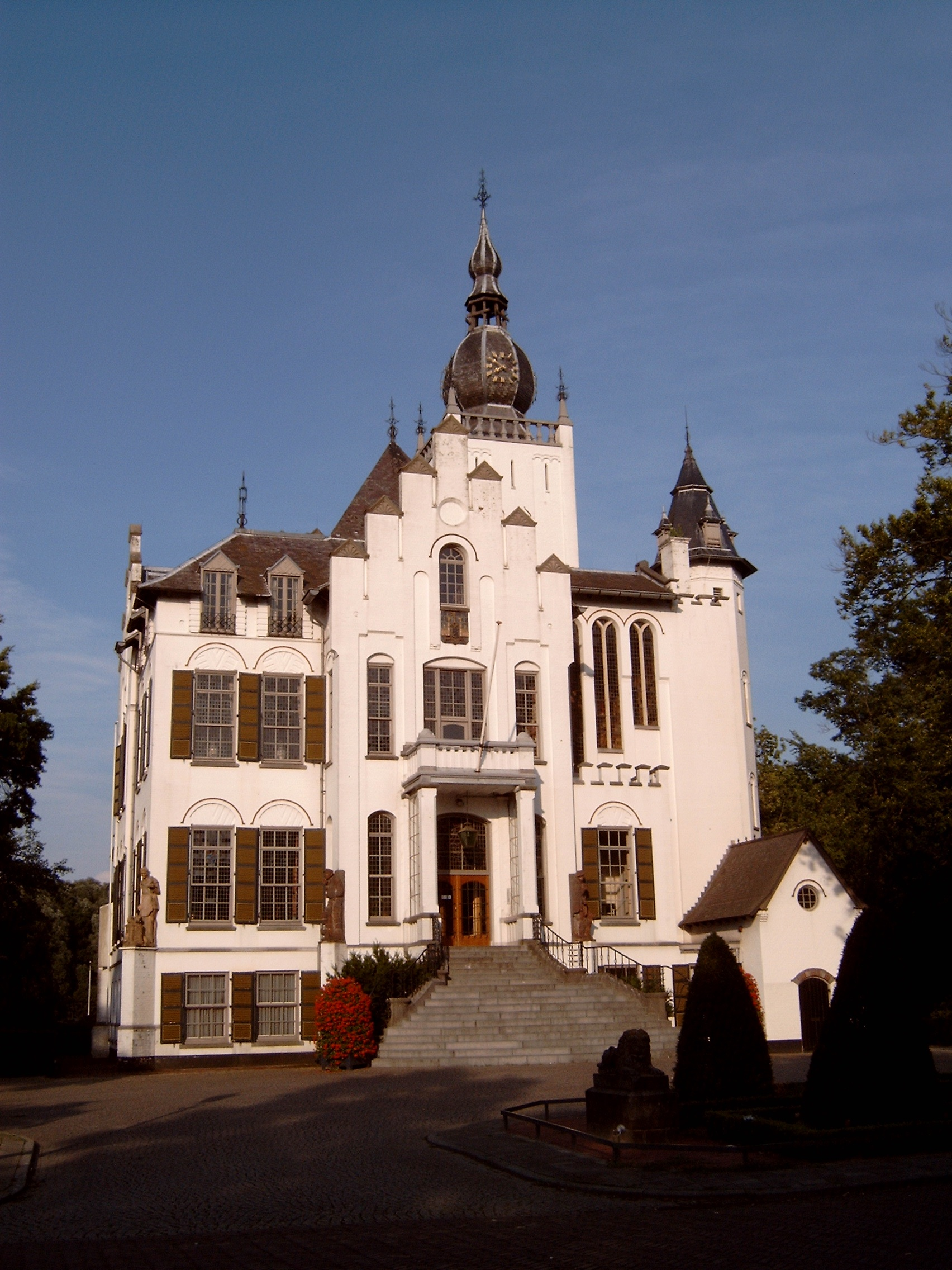
Het Raadhuis (oude gemeentehuis)
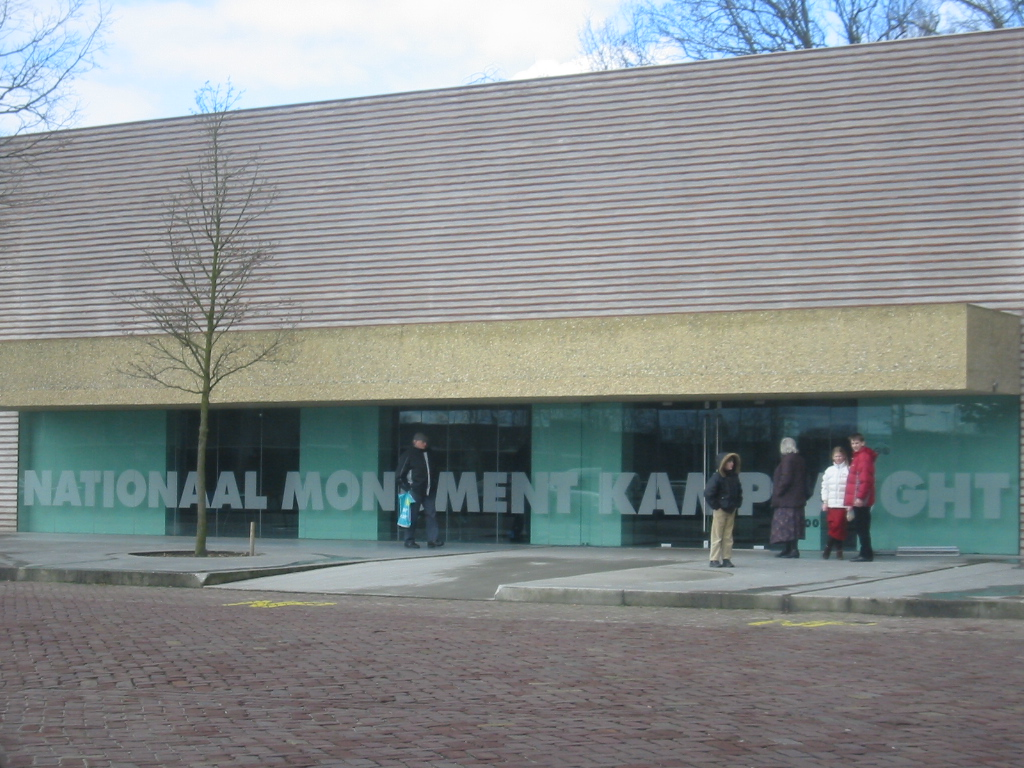
Het Nationaal Monument Kamp Vught
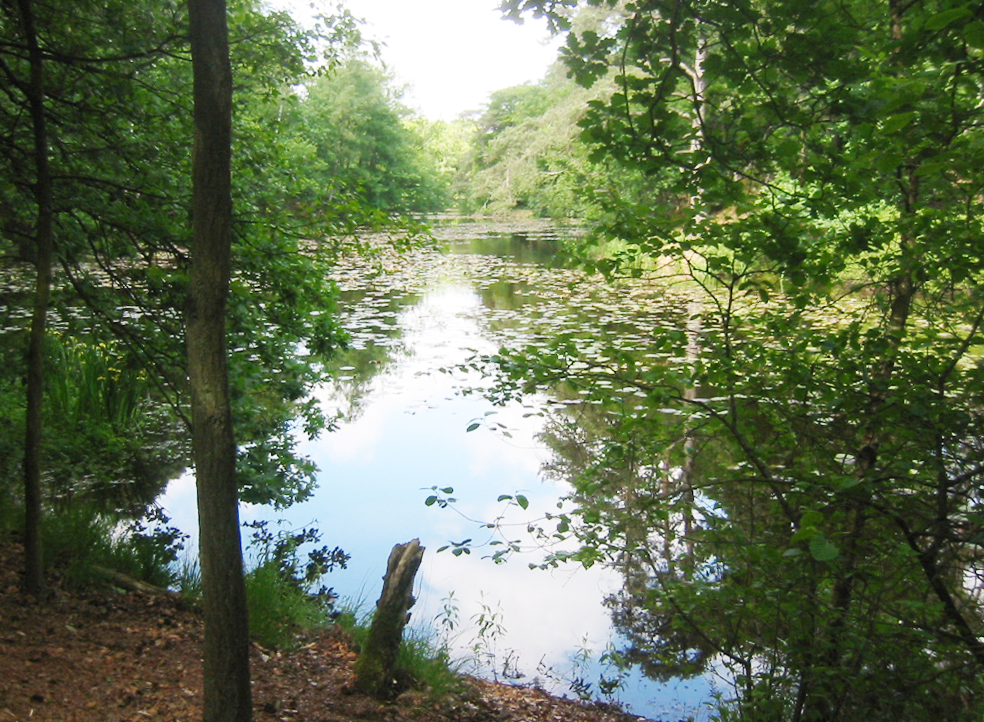
Vughterheide
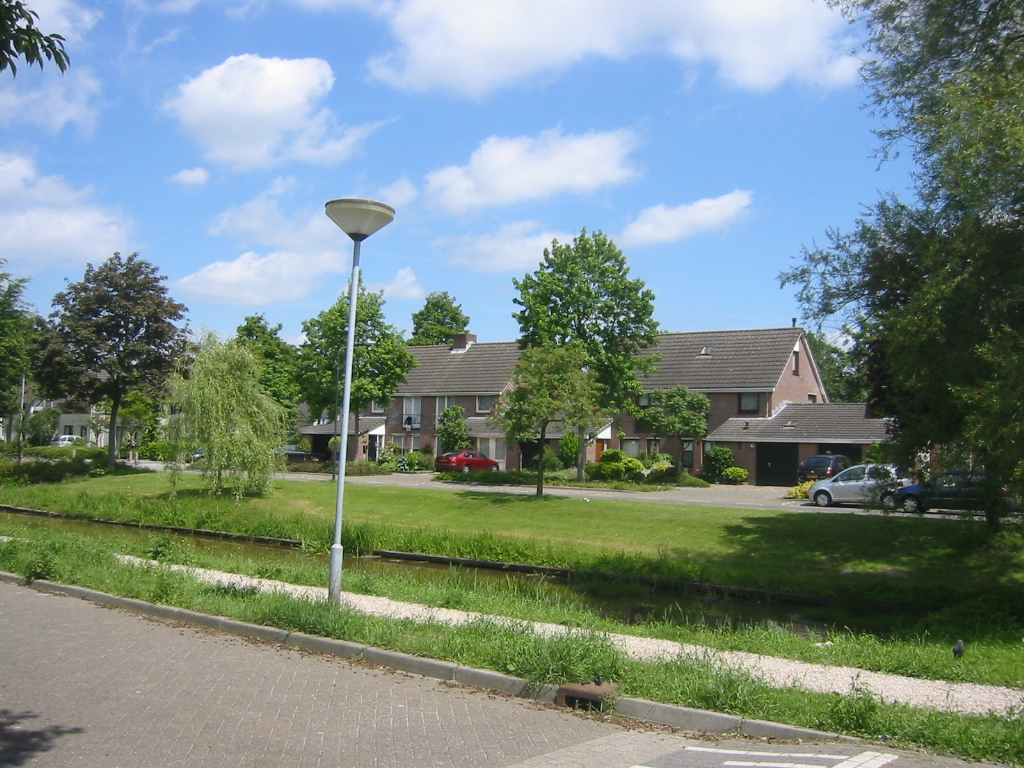
Wijk de Vughtse Hoeven (Den Dries)
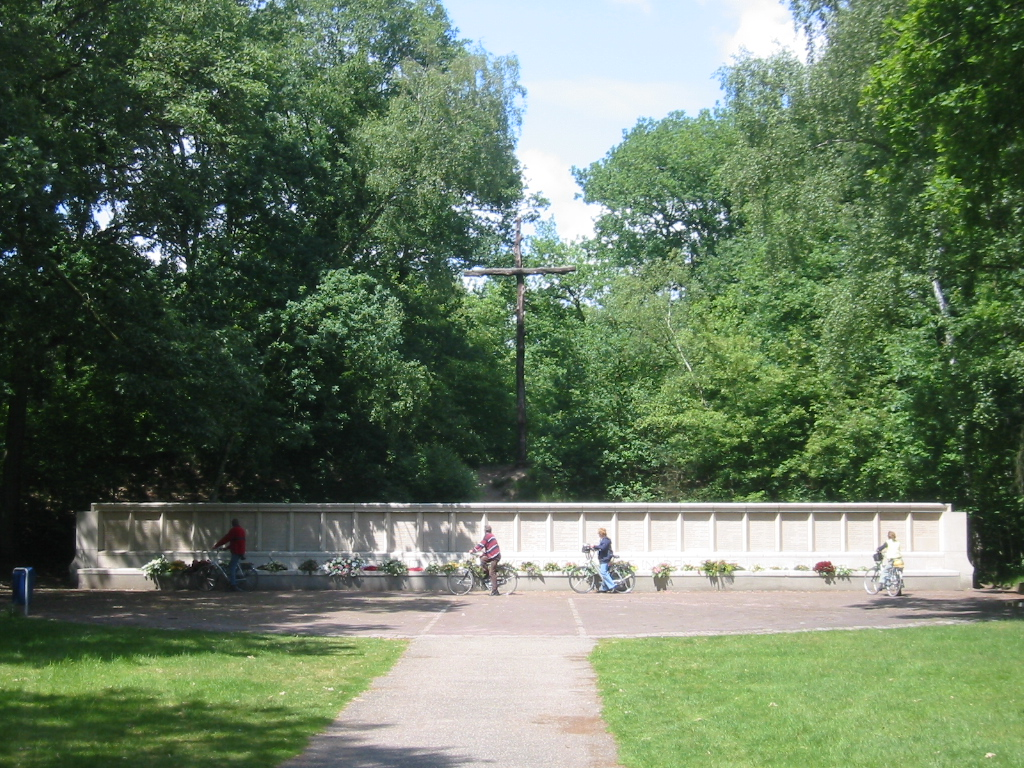
Fusilladeplaats
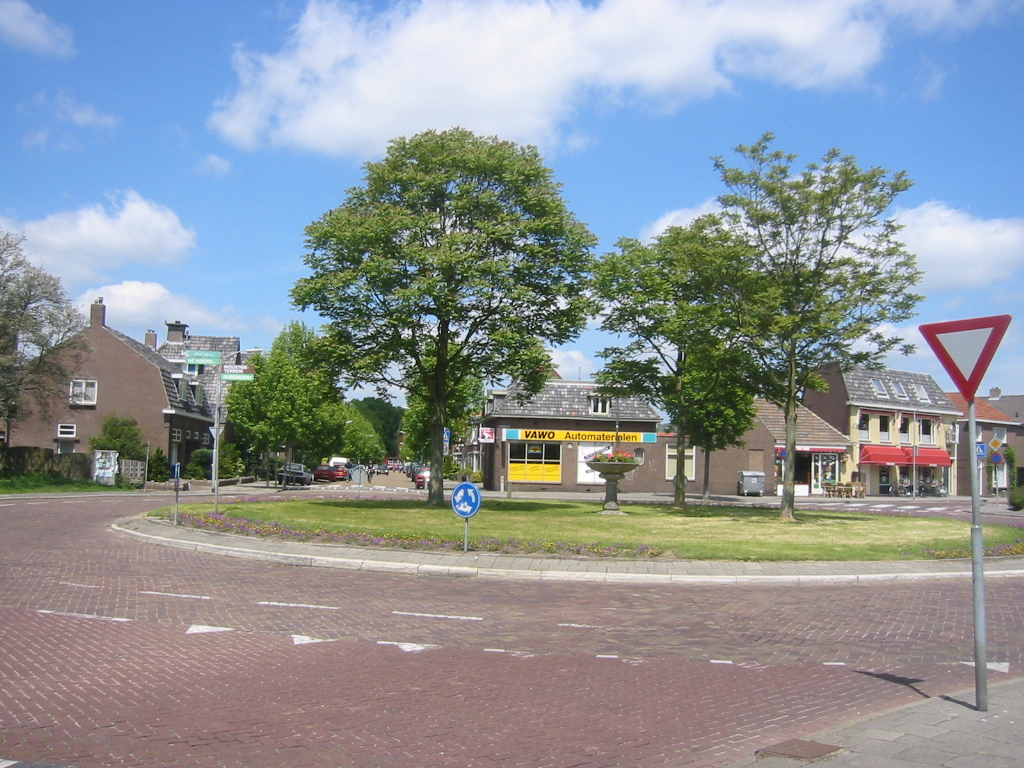
Rotonde Esschestraat
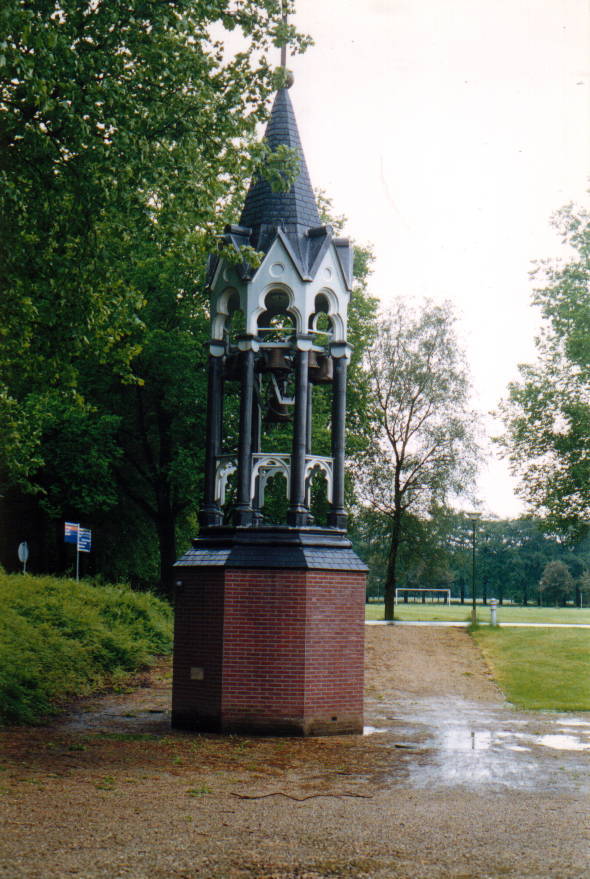
De oude kerktoren van het kapel Voorburg
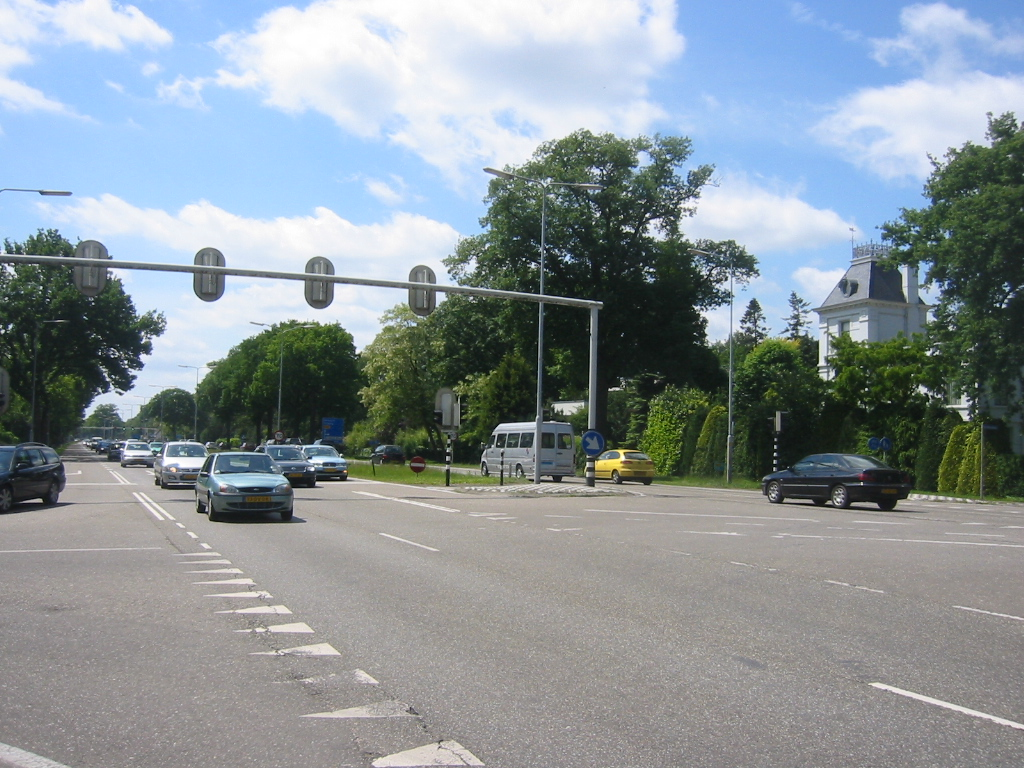
Rijksweg 65 bij de Martinilaan Vught

## Nabijgelegen kernen
's-Hertogenbosch, Cromvoirt, Helvoirt, Esch, Sint-Michielsgestel